# Грачёв, Юрий Степанович
Юрий Степанович Грачёв (13 октября 1937, Москва — 30 июня 2000, Нью-Йорк) — русский график и живописец.

## Биография
Родился в семье Степана Григорьевича Грачёва и Александры Кузьминичны Лобановой.
В 1950 был принят в МСХШ при Государственном институте им. Сурикова, которую окончил в 1956 году. В 1957 году был принят в Московский текстильный институт на факультет прикладного искусства.
7 января 1963 года защитил диплом. Участник первой групповой выставки в Политехническом музее в Москве. С 1964 по 1969 — преподавал рисунок и живопись в Текстильном институте. С 1969 по 1976 работал художником в КПИ — Комбинате прикладного искусства в Москве. 11 августа 1977 года вместе с женой Елизаветой и дочерью Машей покидает Россию. 26 апреля 1978 года Юрий Грачев прибыл с семьей в Нью-Йорк. Получил работу художника по тканям в компании Берлингтон, где проработал шесть лет. В 1984 году прошёл конкурс и был принят в профсоюз театральных художников. Стал работать в театральных мастерских Нью-Йорка. В 1986—1993 годах — художник по сцене в Метрополитен-опера, участие в постановках вагнеровского «Кольца Нибелунга». 14 декабря 1993 года перенес операцию на сердце. В июне 1995 года выставка в музее корпорации Набиско в Нью-Джерси.
В ноябре того же года у художника обнаружен рак желудка.
В 1997 году Юрий Степанович работать над новыми живописными полотнами. Темой их остаются бродяги и опустившиеся люди Нью-Йорка. Участвует в выставке в галерее Залман в Нью-Йорке.
В 1998 году состоялась персональная выставка в галерее Грегори в Нью-Йорке с 1 по 29 сентября.
30 июня 2000 умер дома в Нью-Йорке. Похоронен 3 июля 2000 года на кладбище Кенсико в пригороде Нью-Йорка.